# Nulle part ailleurs
Pour les articles homonymes, voir NPA.
 (mai 2018).
Si vous disposez d'ouvrages ou d'articles de référence ou si vous connaissez des sites web de qualité traitant du thème abordé ici, merci de compléter l'article en donnant les références utiles à sa vérifiabilité et en les liant à la section « Notes et références ».
Nulle part ailleurs (NPA) est une émission de télévision française de divertissement créée par Alain De Greef et diffusée du 31 août 1987, au 15 juin 2001 en direct sur Canal+, dans sa plage en clair (de 18 h 30 à 20 h 30).

## Présentation
Bien que sa formule ait souvent été modifiée au fil des années, NPA est avant tout un talk-show mélangeant information, musique et humour. À l'origine, le principe repose sur le pilotage par Philippe Gildas d'un « talk-show » que Les Nuls sont chargés de mettre en abyme. 
Des invités venus d'horizons divers (écrivains, chanteurs, acteurs, intellectuels…) sont interviewés par l'animateur et parfois mis en boîte par différents intervenants, afin d'évoquer leur actualité. Le tout est entrecoupé de séquences comme le JT (journal télévisé), la météo, les sketches des Nuls ou les Guignols, Le Cinéma de Jamel, le Live musical ou le Zapping.
Le titre Nulle part ailleurs proviendrait de Jérôme Bonaldi qui emploie alors souvent cette expression dans l'émission Direct.

## Présentateurs

### Philippe Gildas (1987-1997)

Logo de 1987 à 1995.

Nulle part ailleurs est d'abord présentée par Philippe Gildas qui est resté l'animateur emblématique de l'émission, accompagné tour à tour par Antoine de Caunes, Valérie Payet, et enfin Laurent Baffie. 
Philippe Gildas lance la première le 31 août 1987. Elle est alors annoncée sous le titre C'est nulle part ailleurs avec Alain Souchon comme premier invité. La première partie de l'émission est présentée en 1994 par Jérôme Bonaldi et une équipe de chroniqueurs (parmi lesquels Valérie Payet, Frédéric Taddeï, Agnès Michaux, Sophie Fontanel, Tania de Montaigne, David Gonner, Chloé Bartolleti ou Alix de Saint-André) avec des objets ou concepts tantôt loufoques, tantôt révolutionnaires. 
Désireux de passer à autre chose, Philippe Gildas quitte l'émission en juin 1997.

### Guillaume Durand (1997-1999)
Guillaume Durand prend sa relève à partir de septembre 1997 en assurant la deuxième partie de l'émission et le duo Alexandre Devoise / Philippe Vecchi la première. L'animateur y reste deux ans mais des tensions internes dans la chaîne le font quitter l'émission en juin 1999. Le duo Devoise / Vecchi, lui, reste un an de plus.

### Nagui (1999-2000)
Nagui arrive dans l'émission pour présenter la deuxième partie en septembre 1999 afin de rajeunir l'audience. Il réussit à moitié son défi car il perd au passage les téléspectateurs plus âgés.
Ne trouvant pas sa place dans la future formule de l'émission et estimant que son rôle serait en retrait, il quitte la chaîne en juin 2000.

### Thierry Dugeon (2000-2001)
Pour animer la nouvelle formule de NPA, Alain de Greef fait appel à un inconnu du public : Thierry Dugeon, journaliste devenu correspondant cinéma de la chaîne aux États-Unis, pour animer la partie information de l'émission qui se déroule sur deux plateaux différents. La partie humour et musique se trouvant sur le plateau normal est confiée à Philippe Vandel et Emmanuelle Gaume. NPA fut aussi décliné sous plusieurs formes, NPA matin (présenté par Alexandre Devoise, du lundi au vendredi à 7 h 15), NPA Midi (avec le retour de Philippe Gildas à la présentation avec Anne Depétrini), Votre NPA le samedi midi et Mon NPA le samedi soir, toutes deux présentées par François Pêcheux, puis NPA week end le samedi avec Bruce Toussaint ou Laurent Weil. 
La nouvelle formule de NPA du soir ne tient que deux mois, jusqu'en novembre 2000. Thierry Dugeon devient ensuite l'unique animateur, ce qui provoque la mise à l'écart d'Emmanuelle Gaume. Philippe Vandel se voit confier avec Jackie Berroyer la première partie de l'émission consacrée à la musique nommée NPA Musique. Les premiers invités de Thierry Dugeon sont Bernard Tapie et Madonna. Cette formule tient jusqu'à la fin définitive de l'émission en juin 2001, mis à part NPA Musique qui est remplacée par NPA Cinéma en mars 2001, présentée par Isabelle Giordano et Philippe Vecchi.

## Séquences
L'émission est le berceau de plusieurs séquences et contribua à lancer la carrière de plusieurs humoristes et chroniqueurs :

### Rubriques en plateau
- Antoine de Caunes s'y illustre longtemps comme second rôle. Grâce aux textes d'Albert Algoud, de Laurent Chalumeau et de lui-même, il présente et taquine les invités. En fin d'émission, il se déguise pour clore la session sur une note burlesque. Parmi ses personnages, on compte le scout Ouin-Ouin, surnommé Pine d'huître par ses camarades, le loubard Didier l'Embrouille fan de Dick Rivers, le Toub', une caricature de Christian Spitz (connu comme le Doc sur Fun Radio). Il est régulièrement rejoint par des comparses comme José Garcia et Albert Algoud. Ces sketches sont d'ailleurs à l'origine de quelques-uns des moments les plus marquants de l'émission, au nombre desquels la destruction du décor ou la monumentale bataille avec Django Edwards à coups de pistolets à confettis et de bombes de farces et attrapes ;
- Jérôme Bonaldi présente en fin d'émission des objets et des inventions insolites, sur un ton enjoué. Ces démonstrations provoquent tantôt le rire sceptique, tantôt l'admiration de l'assistance, quand les inventions « fonctionnent » ; car Bonaldi est parfois atteint du syndrome de la « malédiction du direct ». Lors des répétitions, tout va bien, mais une fois en direct, certains objets ne produisent pas l'effet escompté. Cette malchance est nommée par la suite « l'effet Bonaldi[6] », équivalent à la loi de Murphy ;
- Albert Algoud, membre de l'équipe de Karl Zéro, joue avec lui des « Dommage Éliane ! », sketches où ils incarnent deux légionnaires (Algoud le légionnaire Patimbert), puis à l'occasion pendant une ou deux saisons[précision nécessaire] de prononcer l'éloge funèbre par avance de l'invité, en fin d'émission ;
- Philippe Vandel explore pendant plusieurs saisons les paradoxes de la société française avec des micro trottoirs humoristiques faits dans la rue (« Des images en couleur, avec la caméra »).
- Jackie Berroyer intervient, pendant 3 saisons, au fil de l'émission dans le rôle d'un standardiste relayant les appels fictifs de spectateurs. D'abord sous le pseudonyme de Jackie Darbois (en référence à Guy Darbois des Dossiers de l'écran)[7],[8]. De septembre 1993[9] au 28 juin 1996[10] ;
- Agnès Michaux, également chroniqueuse à La Grande Famille et présentatrice de l'émission cinéphile Bande(s) à part, y interviewe de prestigieux invités tels que David Bowie, Charlton Heston, Abel Ferrara, John Fante, etc. et même Alain Delon. Pour Canal+, elle est également l'auteur de deux documentaires sur le cinéma : À la recherche de Stanley Kubrick (1998) et Sur les traces de Terrence Malick (2000) ;
- Un mini-journal télévisé a lieu au cours de l'émission, dont le sérieux du ton est respecté par les présentateurs et les invités. Annie Lemoine (présentatrice de ce journal de 1987 à 1994) est cependant coupée un jour par un rot non-intentionnel de l'acteur Jean-Claude Van Damme, invité ce jour-là ;
- Alexandra Kazan, Mademoiselle Agnès, Cécile Siméone, Églantine Éméyé, Axelle Laffont et Tania Young (les derniers mois de l’émission) sont les présentatrices du bulletin météo ;
- Thierry Samitier intervient entre 1999 et 2001, en tant que faux spectateur posant des questions décalées.
- Camille Saféris y fait ses débuts de chroniqueur en 1993 (« Vivez l'info », puis « Les premières fois »), avant de rejoindre Christine Bravo puis Michel Drucker sur France 2.

### Séquences
- Les Nuls est un groupe humoristique composé de Chantal Lauby, Alain Chabat, Bruno Carette et Dominique Farrugia. Dans la toute première saison de NPA, ils animent un faux journal télévisé (Le JTN) et des sketches en direct. Ils quittent NPA pour une année sabbatique avec deux émissions (TVN 595 et La Nuit la plus Nuls) sur Canal+ ;
- Les Guignols de l'info (anciennement Les Arènes de l'info) remplacent le journal des Nuls. Ils survivent à l'arrêt de l'émission en 2001 ;

Logo de la séquence de Karl Zéro dans Nulle part ailleurs.

- Karl Zéro illustre l'actualité politique française ou internationale avec des sketches usant de sosies de célébrités et de reconstitutions vidéos (montages) ; participation d'Albert Algoud, notamment avec les sketches de « François François », un chanteur ringard dans la lignée des « François » de la variété française (François Valéry, Claude François, etc.) ;
- Jules-Édouard Moustic présente l'actualité du Groland, un pays imaginaire, dans CANAL International et le 20h20 de avril 1993 à juin 2001 ;
- Les Deschiens, la troupe de Jérôme Deschamps, emmenée notamment par François Morel, Bruno Lochet, Atmen Kelif ou Yolande Moreau dans des sketches en plan fixe caricaturant des « Français moyens », irrésistiblement bêtes et méchants ;
- Les Carnets de Monsieur Manatane, de et avec Benoît Poelvoorde, sont diffusés dans le cadre de cette émission ;
- Jamel Debbouze transpose son Cinéma de Jamel de Radio Nova à Nulle part ailleurs ;
- Édouard Baer anime le Centre de visionnage pendant la période Guillaume Durand. Logé dans une petite pièce remplie d'objets n'ayant aucun rapport avec la rubrique, Baer et ses invités se lancent parfois dans des improvisations ;
- Nicolas & Bruno et leur Message à Caractère Informatif : détournements de dialogues de vieux films d'entreprise prenant prétexte d'annoncer l'invité du lendemain pour enfin donner la parole aux cadres des années 1970 (période Guillaume Durand et Vecchi-Devoise) ;
- Omar et Fred y entament leur carrière d'humoristes, d'abord aux côtés de Jamel Debbouze, puis dans leur propre espace ;
- Les Robins des Bois viennent animer la fin de Nulle part ailleurs (période Nagui et Thierry Dugeon) comme ils le faisaient auparavant dans La Grosse Émission sur la chaîne Comédie !. Toutefois, leurs sketches souvent empreints de surréalisme ne remportent pas le même succès sur la chaîne hertzienne que sur le satellite ;
- Michel Muller y présente sa rubrique Fallait pas l'inviter.

## Musiques
Les musiques de l'émission ont été composées par Philippe Chany puis Lol, ce dernier habillant l'émission en live tous les soirs avec son groupe « Lol et le Groupe ».

## Musiciens notables
- Prince fait sa première télévision française (sous le nom de « Love Symbol ») à Nulle part ailleurs le 5 mai 1994 en interprétant Endorphinmachine de l'album The Gold Experience[11]. Il revient le 17 Novembre 1999 en interprétant les premières notes de The Greatest Romance Ever Sold, puis s’arrête et dit Tonight i'm feeling like Prince et interprète Alphabet St.[12]

## NPAà Cannes

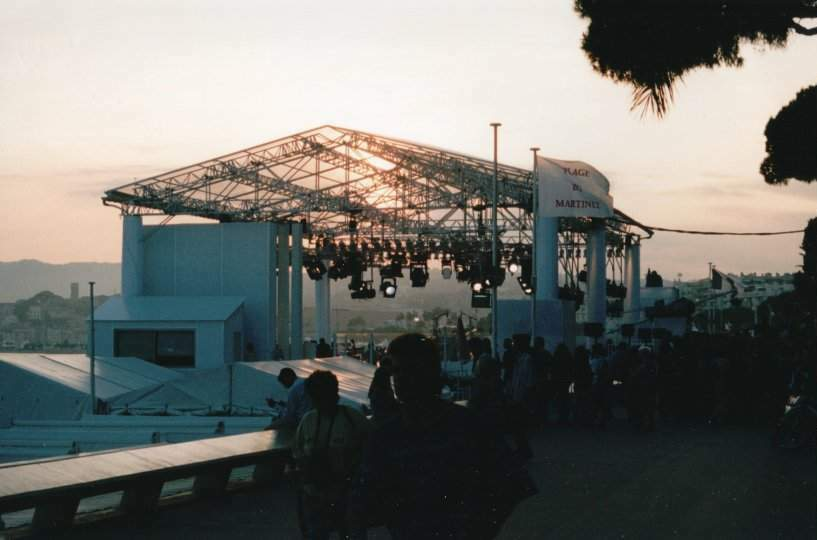
Plateau de NPA à Cannes pendant le Festival de Cannes.

Pour les éditions de 1989 à 1992, le festival est couvert par des duplex assurés par le chroniqueur cinéma Pierre Gaffié. En 1989, ce dernier anime des chroniques avec Zabou Breitman, en 1990 avec Richard Bohringer, et en 1991 avec Michel Denisot, le reste de l'émission continuant à être animée depuis Paris. NPA déménage à Cannes en 1992 à l'occasion du Festival International du Film sur un plateau en plein air installé sur la plage de l'hôtel Martinez, provoquant ainsi d'immenses embouteillages sur la Croisette à cause du public. Cette étape constitue, le plus souvent, une marque de fabrique de la chaîne qui est avant tout axée sur le cinéma.
En 2001, lors des drastiques économies imposées à la chaîne par la direction générale du groupe Canal+, NPA reste à Paris pour sa dernière année. Seule une équipe réduite, pour l'émission NPA Cinéma, est installée sur la terrasse du Martinez.
En 2002 et 2003, des émissions événementielles, sans public, sont installées sur le port de Cannes.
En 2004 et 2005, le grand plateau revient à Cannes au Noga Hilton, d'abord pour l'émission 20h10 pétantes animée par Stéphane Bern, puis Le Grand Journal. Il faudra attendre 2006 pour que Canal+ réinstalle son plateau sur la plage de l'hôtel Martinez pour Le Grand Journal, animé par Michel Denisot puis Antoine de Caunes jusqu'en 2015.
En 2016, dans le cadre de la réduction de coûts imposé par Canal+, l'équipe du Grand Journal annonce qu'elle ne fera plus de déplacements à Cannes pour suivre en direct l’événement et reste ainsi à Paris, dans le studio d'enregistrement de l'émission. Depuis, plus aucune émission de la chaîne, spécialisée ou non, ne fera le déplacement jusqu'à Cannes pour retransmettre l'événement.

## Récompenses
- 1994 : 7 d'or de la meilleure émission de divertissement / humour et divertissement/ divertissement (variété et humour)
- 1997 : 7 d'or de la meilleure émission de divertissement / humour et divertissement/ divertissement (variété et humour), incluant Les Guignols de l'info.

## L'aprèsNPA
Le départ d'Alain de Greef de la direction des programmes précipite la fin de l'émission. Son remplaçant, Alexandre Drubigny, ne veut plus de NPA, le jugeant usé. L'émission est stoppée avant même la fin de la saison mi-juin 2001. Cependant, des « best of » permettent de maintenir NPA à l'antenne jusqu'au 24 août 2001.
À la rentrée de septembre 2001, une nouvelle grille est mise en place. Deux émissions sont chargées de remplacer NPA : « + de cinéma », produit en interne et animé par Isabelle Giordano et Philippe Vecchi, et Burger Quiz, produit et animé par Alain Chabat. Les Guignols, rescapés, sont programmés entre les deux. Mais l'audience ne suit pas : + de cinéma est reformaté et programmé à une heure plus confidentielle, et remplacé par un épisode des Simpson. Burger Quiz ne rencontre pour sa part qu'un succès d'estime, mais finit la saison.
Les saisons suivantes, d'autres émissions tentent de faire oublier NPA sans grand succès : Hypershow avec Frédéric Beigbeder, Maurad contre le reste du monde produite par Nagui, Le journal des bonnes nouvelles produite par Karl Zéro, Merci pour l'info avec Emmanuel Chain. Il faut attendre septembre 2003 avec 20h10 pétantes présentée par Stéphane Bern pour que la chaîne retrouve le succès d'antan. 
Canal+ semblait enfin avoir trouvé avec Le Grand journal son nouveau NPA. Produit et animé par Michel Denisot à partir de septembre 2004, cette émission est beaucoup plus consensuelle, et réalise des scores d'audiences égaux, voire supérieurs à son ancêtre et modèle. Après neuf ans, Michel Denisot décide de se retirer à la fin de la saison 2012-2013. En juin 2013, Canal+ annonce qu'Antoine de Caunes animera à la rentrée 2013 un Grand Journal nouveau, dans une formule plus écrite et plus resserrée, qui rappelle le premier Nulle part ailleurs de Philippe Gildas, avec Antoine de Caunes. Lui succéderont à la présentation Maïtena Biraben, puis Victor Robert, avant la disparition de l'émission en mars 2017.